# 谢有法
谢有法（1917年4月16日—1995年1月9日），江西省兴国县人，中国人民解放军中将，1955年获三级八一勋章、二级独立自由勋章、一级解放勋章，1988年获一级红星功勋荣誉章。